# Сольник
Сольник (Салник) (словац. Soľník) — село в Словаччині, Стропковському окрузі Пряшівського краю. Розташоване в північно-східній частині Словаччини. Протікає річка Бруснічка.
Уперше згадується у 1454 році.
У селі є греко-католицька церква Різдва Пресвятої Богородиці з 1850 року в стилі необароко.

## Населення
| Рік:            | 1993 | 2003     | 2013     | 2023    |
| --------------- | ---- | -------- | -------- | ------- |
| Кількість осіб: | 73   | 46       | 35       | 33      |
| Різниця:        |      | -36,98 % | -23,91 % | -5,71 % |

| Рік:            | 2022 | 2023    |
| --------------- | ---- | ------- |
| Кількість осіб: | 34   | 33      |
| Різниця:        |      | -2,94 % |

В селі проживає 40 осіб.
Національний склад населення (за даними останнього перепису населення — 2001 року):
- словаки — 87,27 %
- русини — 7,27 %
- українці — 5,45 %

Склад населення за приналежністю до релігії станом на 2001 рік:
- греко-католики — 70,91 %,
- православні — 21,82 %,
- римо-католики — 7,27 %,